# James A. Baffico
James A. Baffico, auch bekannt als James Baffico, Jim Baffico (* 1. Januar 1942 in den Vereinigten Staaten) ist ein US-amerikanischer TV-Regisseur, Produzent, Drehbuchautor und Schauspieler. Er erhielt einen B.A. und einen M.A. an der University of Nebraska und einen Ph.D. an der University of Michigan.
Bei den Fernsehserien All My Children, Zeit der Sehnsucht, Another World und As the World Turns war Baffico Regisseur und Produzent.
Baffico arbeitet auch als Schauspieler. Eine seiner bekanntesten Rollen war „Wooley“ in George Romeros Zombie. Weitere Filme waren Verurteilt zum Tode, Der Werwolf von Tarker Mills und It Had to Be You. Auch in TV-Serien wie Law & Order und Criminal Intent – Verbrechen im Visier trat er auf.

## Filmografie
- 1978: Zombie (Dawn of the Dead)
- 1980: Verurteilt zum Tode (Death Penalty, Fernsehfilm)
- 1981: Knightriders – Ritter auf heißen Öfen (Knightriders)
- 1983: Der richtige Dreh (All the Right Moves)
- 1985: Der Werwolf von Tarker Mills (Silver Bullet)
- 1988: Ich und Er
- 1989: Spenser (Spenser: For Hire, Fernsehserie)
- 1989: Dream Street (Fernsehserie)
- 1993: Law & Order (Fernsehserie)
- 2000: It Had to Be You
- 2003: Criminal Intent – Verbrechen im Visier (Law & Order: Criminal Intent, Fernsehserie)